# 204e division côtière
Pour les articles homonymes, voir 204e division.
La 204e division côtière (204ª Divisione Costiera) était une division d'infanterie de l'armée italienne pendant la Seconde Guerre mondiale. La division était l'une des trois divisions côtières italiennes basées en Sardaigne jusqu'à la capitulation italienne aux Alliés en septembre 1943.
Les divisions côtières étaient des divisions de deuxième ligne, généralement formées d'hommes dans la quarantaine et la cinquantaine destinés à effectuer des tâches ouvrières. Les hommes recrutés localement étaient souvent commandés par des officiers appelés à la retraite. Leurs équipements étaient également de basse qualité.

## Ordre de bataille
- 19e régiment d'infanterie côtier
- 130e régiment d'infanterie côtier
- 149e régiment d'infanterie côtier
- 204e régiment d'artillerie côtier